# Оберріксінген
Оберріксінген (нім. Oberriexingen) — місто в Німеччині, знаходиться в землі Баден-Вюртемберг. Підпорядковується адміністративному округу Штутгарт. Входить до складу району Людвігсбург.
Площа — 8,17 км2. Населення становить 3298 ос. (станом на 31 грудня 2020).